# Мегалобластна анемія
Мегалобла́стна анемія є різновидом макроцитарної анемії.  Анемія (недокрів'я) — вада еритроцитів, яка може призвести до недостатнього надходження кисню до тканин.  Мегалобластна анемія виникає внаслідок пригнічення синтезу ДНК під час виробництва еритроцитів. Коли синтез ДНК порушується, клітинний цикл не може розвиватися від стадії росту G2 до стадії мітозу (М). Це спричинює продовження збільшення клітин без їхнього поділу, що проявляється як макроцитоз.  Мегалобластне недокрів'я має досить повільний початок, особливо порівняно з іншими анеміями. Порушення синтезу ДНК еритроцитів, найчастіше виникає внаслідок авітамінозу, зокрема нестачі вітаміну B12 або фолієвої кислоти.  Втрата мікроелементів також може бути причиною.
Мегалобластна анемія що не пов'язана з авітамінозом, може бути викликана антиметаболітами, які безпосередньо отруюють виробництво ДНК, як от деякі хіміотерапевтичні або протимікробні засоби (наприклад, азатіоприн чи триметоприм).
Патологічний стан мегалобластозу, відзначається великою кількістю незрілих і неспроможних еритроцитів (мегалобластів) у кістковому мозку, а також надмірно сегментованими нейтрофілами (що визначаються як наявність нейтрофілів із шістьма або більше часточками чи присутністю більше ніж 3% нейтрофілів з принаймні п'ятьма часточками). Ці гіперсегментовані нейтрофіли, можна виявити в периферичній крові (за допомогою діагностичного мазка зразка крові).

## Причини
- Нестача вітаміну B12:
  - Мальабсорбція, спричинена ахлоргідрією
  - Недостатнє споживання
  - Брак внутрішнього фактора — молекули, що виробляється клітинами в шлунку, необхідної для засвоєння B12 (злоякісна анемія чи гастректомія)
  - Целіакія
  - Біологічне змагання за вітамін B12, через дивертикуліт, свищ, кишковий анастомоз, або зараження морським паразитом стьожаком  (Diphyllobothrium latum, риб’ячий цип'як)
  - Селективна вітамін B12 мальабсорбція (вроджена—ювенільна мегалобластна анемія1 — та спричинена ліками)
  - Хронічний панкреатит
  - Резекція клубової кишки та шунтування
  - Анестезія закисом азоту (зазвичай, вимагає повторних випадків)
- Фолатна недостатність:
  - Алкоголізм
  - Недостатнє споживання
  - Підвищені потреби: вагітність, немовля, швидка клітинна проліферація та цироз
  - Порушення всмоктування (вроджене та спричинене прийманням ліків)
  - Резекція кишки та порожньої кишки
  - Нестача (непряма) тіаміну та чинників (наприклад, ферментів), відповідальних за аномальний метаболізм фолатів
- Обопільна нестача: вітаміну B12 і фолієвої кислоти
- Спадкові розлади синтезу піримідину: Оротична ацидурія
- Успадковані порушення синтезу ДНК
- Токсини та ліки:
  - Антагоністи фолієвої кислоти (метотрексат)
  - Антагоністи синтезу пурину (6-меркаптопурин, азатіоприн)
  - Антагоністи піримідину (цитарабін)
  - Фенітоїн
  - Закис азоту
- Еритролейкемія
- Вроджені генетичні мутації гена метіонінсинтази
- Синдром Ді Гульєльмо
- Вроджена дизеритропоетична анемія
- Встановлено, що причиною може бути брак міді, який виникає внаслідок надлишку цинку, через надзвичайно велике пероральне застосування кремів для закріплення зубних протезів, що містять цинк.  [4][5]

## Діагностика
Золотим стандартом діагностики дефіциту вітаміну B12, є низький рівень цього вітаміну в крові.  Нестачу вітаміну B12 в крові, зазвичай можна і потрібно лікувати за допомогою ін’єкцій, добавок або порад щодо харчування недужого чи способу його життя, але це не діагноз.  Авітаміноз B12 може бути наслідком низки механізмів, зокрема перерахованих вище.  Для визначення причини, можуть бути показані додатковий анамнез хворого, тестування та емпірична терапія.
Вимірювання рівня метилмалонової кислоти (метилмалонат), може забезпечити непрямий спосіб часткової диференціації браку вітаміну B12 і фолієвої кислоти.  Рівень метилмалонової кислоти не підвищується у разі нестачі фолієвої кислоти.  Пряме вимірювання кобаламіну в крові залишається основним способом, оскільки тест на підвищений рівень метилмалонової кислоти, недостатньо специфічний.  Вітамін B12 , є потрібною простетичною групою для ферменту метилмалоніл-коензим А мутази.  Нестача вітаміну B12, є лише одним із станів, які можуть призвести до дисфункції цього ферменту та накопичення його субстрату, метилмалонової кислоти, підвищений рівень якої, можна виявити в сечі та крові.